# Kawieczyno
Kawieczyno (do 2010 Kawieczyno-Saksary) – wieś w Polsce położona w województwie mazowieckim, w powiecie przasnyskim, w gminie Krzynowłoga Mała. Ma status sołectwa.
| SIMC    | Nazwa   | Rodzaj     |
| ------- | ------- | ---------- |
| 0990273 | Ślubowo | przysiółek |

W latach 1975–1998 miejscowość administracyjnie należała do województwa ostrołęckiego.